# Dubnica (Kosjerić)
Pour les articles homonymes, voir Dubnica.
Dubnica (en serbe cyrillique : Дубница) est un village de Serbie situé dans la municipalité de Kosjerić, district de Zlatibor. Au recensement de 2011, il comptait 101 habitants.

## Démographie
| 1948 | 1953 | 1961 | 1971 | 1981 | 1991 | 2002 | 2011 |
| ---- | ---- | ---- | ---- | ---- | ---- | ---- | ---- |
| 266  | 267  | 217  | 198  | 173  | 162  | 142  | 101  |

|  |